# Walter Behrendt
Walter Behrendt (ur. 18 września 1914 r. w Dortmundzie, zm. 23 lipca 1997 r. w Dortmundzie) – niemiecki polityk socjalistyczny, przewodniczący Parlamentu Europejskiego w latach 1971–1973.

## Życiorys
Walter Behrendt urodził się w 1914 r. w Dortmundzie. Szkolił się w młodości w zawodach kupca i księgowego. Podczas II wojny światowej pracował jako pracownik biurowy w jednym z przedsiębiorstw w rodzinnym mieście. W 1954 r. został jednym ze współpracowników spółki prasowej Hoesch-Westfalenhütte AG w Dortmundzie. 
Już w 1932 r. wstąpił do SPD. Początkowo działał w jej strukturach młodzieżowych (Sozialistische Arbeiterjugend). Od 1945 do 1947 był przewodniczącym młodzieżówki SPD dla okręgu Dortmund, Lünen i Castrop-Rauxel. Potem piastował funkcję przewodniczącego struktur partii w okręgu Dortmund-Altenderne (1951–1952) i samym Dortmundzie (1952–1955).
Od 1952 r. aż do swojej śmierci zasiadał w radzie miejskiej Dortmundu. W 1957 r. otrzymał po raz pierwszy mandat deputowanego do Bundestagu, w którego był członkiem do 1976 r. Między 1961 a 1977 r. był asystentem przewodniczącego Komisji Pracy. W latach 1967–1977 zasiadał w Parlamencie Europejskim, w którym piastował urząd wiceprzewodniczącego parlamentu (1961–1971, 1973–1977) i przewodniczącego (1971–1973).
Behrendt zasidał także w radzie nadzorczej dortmundzkich spółek: Stadtwerke AG and Dortmunder Hafen i Eisenbahn AG. Zmarł w 1997 r. i został pochowany w Dortmundzie.